# چوب کندن

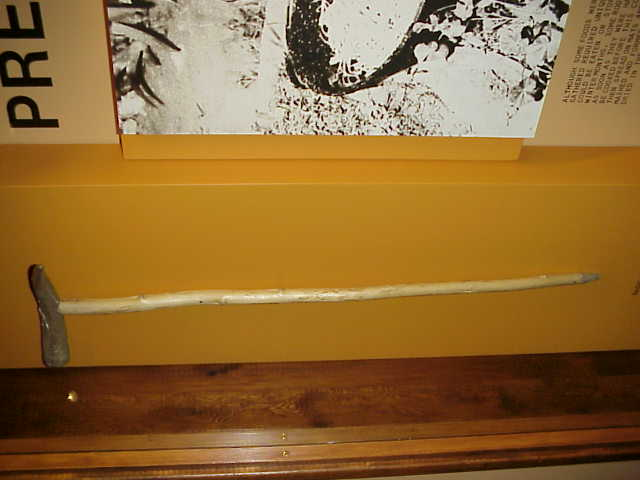
یک چوب کندن در ساحل شمال‌باختری اقیانوس آرام

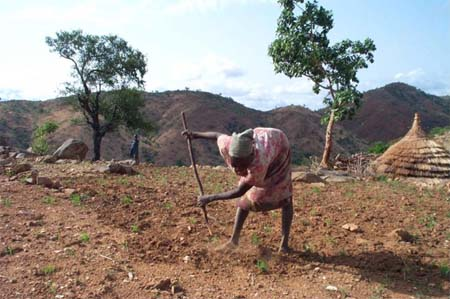
یک فرد نوبا در حال کشاورزی در کوه‌های نوبا، سودان

چوب تجه یا چوب کندن، که چوب حفاری و چوب زمین‌کَنی است، ابزاری چوبی است که در درجهٔ نخست توسط فرهنگ‌های اقتصاد معیشتی برای بیرون آوردن خوراک‌های زیرزمینی مانند ریشه‌ها و تجه‌ها، خاک‌ورزی خاک یا کندن لانه زیرزمینی و کلنی مورچه به‌کار می‌رود. این اصطلاح در باستان‌شناسی و انسان‌شناسی برای توصیف ابزارهای مشابه استفاده می‌شود که معمولاً چیزی بیش از یک ترکه محکم نیست که تراشیده یا تیز شده و گاهی با قرار دادن موقت در آتش سخت شده است.
این ابزار که گاهی با دسته‌هایی برای کشیدن یا هل دادن ساخته می‌شد، گونه‌ای ابتدایی از گاوآهن به‌شمار می‌رفت و همچنین به‌عنوان نوعی کج‌بیل توصیف شده است. نمونه‌هایی از چوب کندن بیش از ۱۷۰ هزار سال قدمت که از چوب شمشاد ساخته شده و متعلق به نئاندرتال‌ها است، در ایتالیا یافت شده است.

## بر پایهٔ منطقه

### قاره آمریکا
در مکزیک و منطقه میان‌آمریکا، چوب کندن مهم‌ترین ابزار کشاورزی بود. چوب «کوا» معمولاً در انتها به شکل مثلث پهن می‌شود و برای کشت ذرت به‌کار می‌رود و هنوز هم در برخی جوامع بومی استفاده می‌شود، گرچه گونه‌های جدیدتر آن در قرن بیستم نوک فلزی کوچکی دارند.
برخی دیگر از چوب‌های کندن، بنا به گفتهٔ بومیان فلات کلمبیا، از دیرباز برای گردآوری ریشه‌های خوراکی مانند «بالسام‌روت»، «بیتروت»، «کماس» و انواع «بیسکیت‌روت» استفاده می‌شدند. چوب‌های کندن معمولی حدود ۶۰ تا ۹۰ سانتی‌متر طول داشتند، کمی خمیده بودند و نوکشان با زاویه تراشیده شده بود. یک تکه عرضی ۱۲ تا ۲۰ سانتی‌متری از شاخ، استخوان یا چوب در بالای آن نصب می‌شد تا بتوان با هر دو دست آن را در خاک فرو برد. پس از تماس با اروپاییان در قرن نوزدهم، بومیان استفاده از فلز را نیز در ساخت این ابزار رایج کردند.

### آسیا-اقیانوسیه

#### چین
چینی‌ها چوب کندن را «لِی» (耒) می‌نامند که گفته می‌شود توسط شِن‌نونگ اختراع شده است. ابتدایی‌ترین «لی» تنها یک شاخه داشت، درحالی‌که گونه‌های پیشرفته‌تر دو شاخه داشتند. «لی» اغلب همراه با «سی» (耜، کج‌بیل) به‌عنوان ابتدایی‌ترین ابزار کشاورزی در چین ذکر می‌شود.

#### استرالیا
چوب کندن در میان بسیاری از بومیان جزیره استرالیا برای بیرون آوردن ریشه‌ها و غده‌ها و نیز در کاربردهای آیینی به‌کار می‌رود. مردم گوندیچمارا در غرب ویکتوریا (استرالیا) از این ابزار برای کندن تجه‌ها، گوآناها، مورچه‌ها و دیگر خوراک‌ها استفاده می‌کردند و همچنین برای دفاع، حل اختلاف و مجازات در چارچوب قوانین بومی از آن بهره می‌بردند.

#### گینه نو
مردم «کومان» در مرکز گینه نو باغبانانی بودند که از ابزارهای ابتدایی چون چوب کندن، بیل چوبی و بیل‌چهٔ چوبی استفاده می‌کردند. دو گونهٔ اصلی چوب کندن وجود داشت: یک نمونهٔ بزرگ‌تر و سنگین‌تر با قطر حدود ۴ سانتی‌متر و طول ۲ متر برای برگرداندن خاک باغ‌های تازه، و نمونه‌ای کوچک‌تر و سبک‌تر با قطر حدود ۲ سانتی‌متر و طول ۱ متر یا کمتر برای کارهای سبک‌تر باغبانی.

#### پولینزی
ساموایی‌ها دو گونه چوب کندن دارند: «اؤسو» با نوک چوبی یا فلزی تیز برای شل کردن و شخم خاک، و «اؤسو تو» با نوک کُند برای سوراخ کردن زمین هنگام کاشت. مائوریهای نیوزیلند نیز «کو» های ۲ تا ۳ متری از چوب محکم می‌سازند که دارای جای پا برای فشار دادن و تیغه‌ای باریک در انتهاست و برای آماده‌سازی زمین و کندن ریشه‌ها یا غده‌ها و نیز در آیین‌ها استفاده می‌شود. در هاوایی، گونه‌ای از چوب کندن به نام «اُئو» در مراسم آغاز ساخت‌وساز نیز به‌کار می‌رود.

### شرق آفریقا

#### اتیوپی
رایج‌ترین چوب کندن در اتیوپی «انکاسای» در زبان امهری است که میله‌ای به طول حدود ۱۲۰ تا ۱۵۰ سانتی‌متر با نوک آهنی تیز است. در منطقهٔ هَرَر دو گونهٔ خاص وجود دارد: «دئونگورا» که بسیار بلند است و در انتهای مخالف نوک آهنی خود سنگی سوراخ‌شده دارد، و «مارشا» که شکلی دوشاخه دارد و برای کَندن چاله‌ها، آماده‌سازی زمین و کندن ریشه‌ها به کار می‌رود و حتی می‌تواند به‌عنوان بیل نیز استفاده شود.